# Pisa
Pisa listenⓘ (/ˈpiːzə/; phát âm tiếng Ý: [ˈpisa]) là thành phố của Tuscany, Trung Ý, nằm ở hữu ngạn cửa sông River Arno đổ ra biển Ligure. Nó là thành phố tỉnh lỵ của Tỉnh Pisa.
Thành phố tọa lạc hai bên bờ sông Arno ngay trước khi nó đổ vào biển Liguria. Đây là tỉnh lỵ của tỉnh Pisa. Mặc dù Pisa được biết đến trên toàn thế giới với tháp nghiêng của nó (tháp chuông của nhà thờ lớn của thành phố), thành phố có hơn 91.104 cư dân (khoảng 200.000 dân trong khu vực đô thị) chứa hơn 20 nhà thờ lịch sử khác, một số lâu đài thời trung cổ và nhiều cây cầu khác nhau trên khắp Arno. Phần lớn kiến trúc của thành phố được tài trợ từ lịch sử của nó như là một trong những nước cộng hòa hàng hải của Italia.
Thành phố này cũng là trụ sở của Đại học Pisa, được thành lập từ thế kỷ 12. Ngoài ra còn có Scuola Normale Superiore di Pisa, do Napoleon thành lập vào năm 1810, và nhánh của nó, trường  Sant'Anna School of Advanced Studies. Những trường nổi tiếng về nghiên cứu sau đại học tốt nhất ở Ý.  

## Thể thao

### Bóng đá
Bóng đá là môn thể thao số 1 ở Pisa. Thành phố có Câu lạc bộ bóng đá Pisa SC, vừa được thăng hạng lên Seria A lần đầu tiên sau 34 năm chờ đợi. Trong quá khứ, Câu lạc bộ đã có thời gian thi đấu đỉnh cao trong suốt những năm 1980 và 1990, với sự góp mặt của nhiều cầu thủ đẳng cấp thế giới như Diego Simeone, Christian Vieri và Dunga trong giai đoạn này. Câu lạc bộ thi đấu tại sân Arena Garibaldi – Stadio Romeo Anconetani, được khánh thành vào năm 1919 và có sức chứa 25.000 chỗ ngồi.

### Bắn súng
Bắn súng là một trong những môn thể thao đầu tiên có hiệp hội riêng ở Pisa. Hiệp hội Bắn súng Pisa (Società del Tiro a Segno di Pisa) được thành lập vào ngày 9 tháng 7 năm 1862. Vào năm 1885, họ đã có được sân tập riêng. Trường bắn này gần như bị phá hủy hoàn toàn trong Chiến tranh Thế giới thứ hai.